# John Cordts
John Cordts (Zweden, 23 juli 1935) is een voormalig Canadees Formule 1-coureur uit North Bay in Ontario. Hij emigreerde op tweejarige leeftijd met zijn familie van Duitsland naar Zweden, en vervolgens naar Canada toen hij begin twintig was. 
Hij reed 1 Grand Prix, de Grand Prix van Canada van 1969 voor het team Brabham. Hij kwalificeerde zich als 19e, maar trok zijn Brabham na 10 ronden terug met een olielek, terwijl hij 16e lag.